# Оцано дел’Емилија
Оцано дел’Емилија (итал. Ozzano dell'Emilia) је насеље у Италији у округу Болоња, региону Емилија-Ромања.
Према процени из 2011. у насељу је живело 8825 становника. Насеље се налази на надморској висини од 61 м.

## Становништво
| 1931. | 1936. | 1951. | 1961. | 1971. | 1981. | 1991. | 2001.  | 2011.  |
| ----- | ----- | ----- | ----- | ----- | ----- | ----- | ------ | ------ |
| 5.820 | 5.703 | 5.447 | 4.418 | 5.932 | 8.338 | 9.665 | 10.459 | 12.870 |